# Óscar Cortés (2003)
Óscar Manuel Cortés Cortés (Tumaco, 3 december 2003) is een Colombiaans voetballer die doorgaans als middenvelder speelt. Hij verruilde Millonarios in juli 2023 voor RC Lens. Cortés debuteerde in 2023 in het Colombiaans voetbalelftal.

## Clubcarrière
Cortés stroomde door vanuit de jeugd van Millonarios. Hiervoor debuteerde hij op 22 januari 2022 in het eerste elftal, tijdens een wedstrijd in de Primera A tegen Deportivo Pasto. Hij speelde dat jaar negen competitiewedstrijden. Hij kwam ook één keer in actie tijdens een duel in de Copa Colombia, waarin hij zijn eerste doelpunt voor Millonarios maakte. Hij groeide in het voorjaar van 2023 vervolgens uit tot basisspeler.
Cortés tekende in juli 2023 een contract tot medio 2028 bij RC Lens, de nummer twee van Frankrijk in het voorgaande seizoen.

## Interlandcarrière
Cortés speelde 25 wedstrijden voor Colombia –20,. Hiermee werd hij derde op het Zuid-Amerikaans kampioenschap –20 van 2023 en haalde hij de kwartfinale op het WK –20 van 2023. Cortés debuteerde op 16 juni 2023 in het Colombiaans voetbalelftal. Bondscoach Néstor Lorenzo liet hem toen in de 86e minuut invallen voor Jorge Carrascal tijdens een met 1–0 gewonnen oefeninterland tegen Irak.

## Erelijst
| Kampioen Primera A | 1x | Apertura 2023 |
| Copa Colombia      | 1x | 2022          |

1 Petrić ·
2 Aguilar ·
3 Machado ·
4 Danso ·
7 Sotoca  ·
8 Nzola ·
9 Satriano ·
10 Costa ·
11 Fulgini ·
13 Chávez ·
14 Medina ·
15 Ojediran ·
16 Koffi ·
18 Diouf ·
19 Cabot ·
20 Sarr ·
22 Saïd ·
23 El Aynaoui ·
24 Gradit ·
26 Mendy ·
27 Bane ·
28 Thomasson ·
30 Ryan ·
34 Pouilly ·
36 Lebeau ·
37 Ganiou ·
38 Zaroury ·
Coach: W. Still
· Assistent-coach: N. Still